# NOL12
NOL12 (англ. Nucleolar protein 12) – білок, який кодується однойменним геном, розташованим у людей на короткому плечі 22-ї хромосоми. Довжина поліпептидного ланцюга білка становить 213 амінокислот, а молекулярна маса — 24 663.
| 10         |  | 20         |  | 30         |  | 40         |  | 50         |
| ---------- |  | ---------- |  | ---------- |  | ---------- |  | ---------- |
| MGRNKKKKRD |  | GDDRRPRLVL |  | SFDEEKRREY |  | LTGFHKRKVE |  | RKKAAIEEIK |
| QRLKEEQRKL |  | REERHQEYLK |  | MLAEREEALE |  | EADELDRLVT |  | AKTESVQYDH |
| PNHTVTVTTI |  | SDLDLSGARL |  | LGLTPPEGGA |  | GDRSEEEASS |  | TEKPTKALPR |
| KSRDPLLSQR |  | ISSLTASLHA |  | HSRKKVKRKH |  | PRRAQDSKKP |  | PRAPRTSKAQ |
| RRRLTGKARH |  | SGE        |  |            |  |            |  |            |

A: Аланін

D: Аспарагінова кислота

E: Глутамінова кислота

F: Фенілаланін

G: Гліцин

H: Гістидин

I: Ізолейцин

K: Лізин

L: Лейцин

M: Метіонін

N: Аспарагін

P: Пролін

Q: Глутамін

R: Аргінін

S: Серин

T: Треонін

V: Валін

Білок має сайт для зв'язування з РНК, рРНК. 
Локалізований у ядрі.